# St. Wunibald (Meinheim)

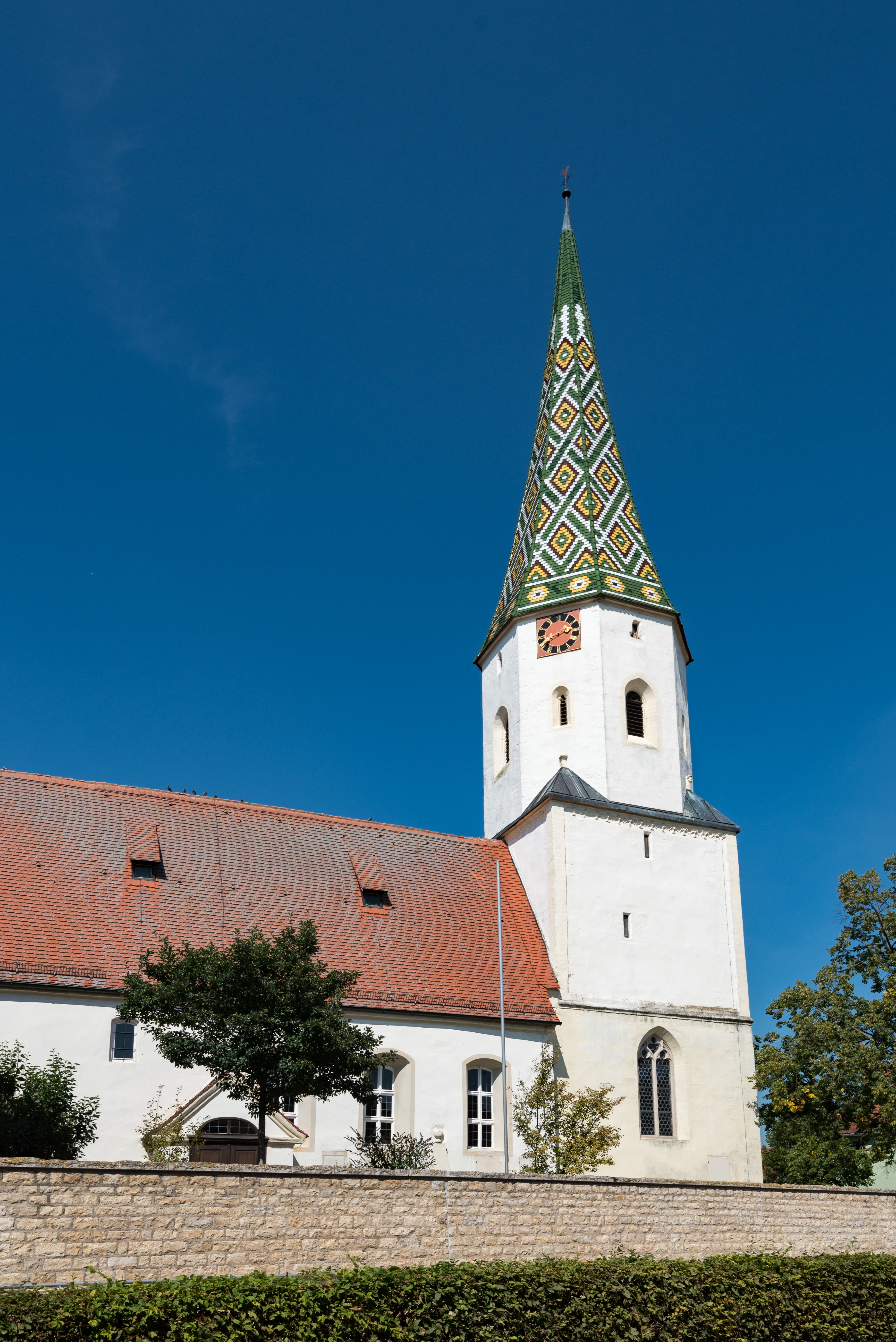
Evangelisch-lutherische Pfarrkirche Sankt Wunibald in Meinheim

Die St.-Wunibalds-Kirche ist eine evangelisch-lutherische Kirche in Meinheim, einer Gemeinde im mittelfränkischen Landkreis Weißenburg-Gunzenhausen. Sie ist die Pfarrkirche der Pfarrei Meinheim im Evangelisch-Lutherischen Dekanat Heidenheim. Das Gebäude ist unter der Denkmalnummer D-5-77-150-8 als Baudenkmal in die Bayerische Denkmalliste eingetragen. Die mittelalterlichen, untertägigen Bestandteile der Kirche sind zusätzlich als Bodendenkmal (Nummer: D-5-6930-0265) eingetragen. Das Patrozinium ist der hl. Wunibald, der in der Umgebung gewirkt hatte. Die postalische Adresse lautet Wunibaldstraße 1.
Die spätgotische Chorturmkirche weist einen Turm und eine Sakristei aus dem frühen 15. Jahrhundert auf. Das Langhaus ist im Kern aus dem 13./14. Jahrhundert. Das Gebäude wurde im frühen 18. Jahrhundert umgebaut. Der Kirchturm, welcher seit 1840 buntglasierte Ziegel besitzt, wird von einem Spitzhelm gekrönt. 
Die Langhausdecke ist mit Stuck verziert. Die Gemälde aus dem frühen 18. Jahrhundert des Malers Benedikt Gamß zeigen mehrere Stationen des Lebens Jesu Christi. Das Orgelgehäuse ist von 1753.